# Euzebiusz Smolarek
Euzebiusz "Ebi" Smolarek (Łódź, Polonia, 9 de enero de 1981) es un exfutbolista polaco que jugaba en la posición de delantero. Actualmente es el mánager del Feyenoord Rotterdam Youth de la Topklasse neerlandesa.

## Trayectoria
Euzebiusz Smolarek es el hijo mayor del también futbolista internacional Włodzimierz Smolarek, quien le bautizó con ese nombre en honor al legendario futbolista portugués Eusebio. 
Comenzó su carrera en los Países Bajos, donde su padre jugó para el Feyenoord de Róterdam y el FC Utrecht. En 2000 se convirtió en futbolista profesional del Feyenoord de Róterdam.
Durante cinco temporadas jugó 68 partidos en la primera división de los Países Bajos marcando 12 goles. En 2005 abandonó el Feyenoord de Róterdam y fichó para el Borussia Dortmund, equipo con el que ha jugado 80 partidos y ha marcado 25 goles.
En agosto de 2007, tras su estancia en el Borussia Dortmund decidió dar el paso a la Primera División de España, de la mano del Racing de Santander donde llegó para llevar a cabo la difícil tarea de hacer olvidar a Nikola Žigić, el club pagó 4,8 millones de euros por 4 años de contrato.
Debutó en la Liga española de fútbol en el primer encuentro disputado en el Sardinero en la temporada 2007-2008 frente al FC Barcelona en el minuto 55 en sustitución de Iván Bolado y fue expulsado por una entrada a Éric Abidal en el minuto 70.
El 7 de octubre de 2007, frente al Real Valladolid anotó su primer gol en la Primera División de España. Fue elegido el mejor futbolista polaco por la revista especializada Piłka Nożna en tres ocasiones (2005, 2006 y 2007). El 29 de agosto de 2008 se hace pública su cesión al Bolton por una temporada con opción de compra.
El 10 de agosto de 2009 Smolarek llega a un acuerdo con el Racing de Santander para su resolución contractual,Después de un tiempo sin equipo en el que se entrena con el Feyenoord de Róterdam consigue firmar en el mercado de invierno con el AO Kavala griego en 2009, allá disputa quince partido y marca tres goles. 
En el año 2010 vuelve a Polonia para jugar en el Polonia Varsovia, debuta en la primera jornada del campeonato el 6 de agosto con victória a domicílio ante Górnik Zabrze por 0-2, su cuenta goleadora se abríría una semana después, marcaría el segundo gol del partido en el minuto 79´ tras vencer en el derbi de Varsovia ante el Legia por el resultado final de 3-0, sería el primero de los 7 goles que conseguiría de los veintitrés partidos disputado en liga, clasficatoriamente quedó séptimo a cinco puntos de puesto europeo, en esa temporada coincidiría con un joven Łukasz Teodorczyk.
En 2011 abandona Polonia y se marcha al Al-Khor de la liga Catarí para dipsutar diez partidos con tres tantos, inmediatamente vuelve a Europa y disputa doce partidos más en el ADO Den Haag de Holanda para volver en 2012 a su país por segunda vez tras un año.Esta vez sería el Jagiellonia Białystok quien se hizo con sus servícios para disputar la temporada 2012/13, clasificaría en décimo lugar y compartiría vestuario con otro veterano como Tomasz Frankowski, su aportación goleadora fue de seis goles tras veintitrés partidos.En 2014, anunció su retirada del fútbol para trabajar como mánager en la cantera juvenil del Feyenoord.

## Selección nacional
A pesar de ser convocado por la selección de los Países Bajos, aprovechando su doble nacionalidad prefirió defender los colores del equipo nacional polaco. Su debut con la selección de Polonia se produjo en febrero de 2002, en un encuentro contra Irlanda del Norte. 
En total, ha sido internacional en 47 partidos y ha marcado 19 goles, incluido un triplete contra la selección de Kazajistán (3-1) en el partido valedero para la clasificación para la Eurocopa 2008.

## Premios
- 2006 Vencedor en los Oscars de Fútbol en la categoría de mejor futbolista 2006.

## Clubes
| Club                      | País         | Temporada | Encuentros disputados | Goles |
| ------------------------- | ------------ | --------- | --------------------- | ----- |
| Feyenoord de Róterdam     | Países Bajos | 2000-2005 | 75                    | 12    |
| Borussia Dortmund         | Alemania     | 2005-2007 | 84                    | 26    |
| Racing de Santander       | España       | 2007-2009 | 39                    | 6     |
| Bolton Wanderers (cedido) | Inglaterra   | 2008-2009 | 13                    | 1     |
| AO Kavala                 | Grecia       | 2009-2010 | 16                    | 3     |
| Polonia Varsovia          | Polonia      | 2010-2011 | 26                    | 7     |
| Al-Khor Sports Club       | Catar        | 2011-2012 | 13                    | 5     |
| ADO Den Haag              | Países Bajos | 2012      | 12                    | 2     |
| Jagiellonia Białystok     | Polonia      | 2012-2013 | 23                    | 5     |

## Palmarés

### Copas internacionales
| Título          | Club                  | País         | Año  |
| --------------- | --------------------- | ------------ | ---- |
| Copa de la UEFA | Feyenoord de Róterdam | Países Bajos | 2002 |

### Distinciones individuales
Futbolista profesional del Feyenoord: 2000
Mejor goleador de Polonia: 2002-2010
Talento al mejor jugador del año: 2002-2010
Futbolista polaco del año: 2005; 2006; 2007